# プロシード (東京都中央区の企業)
株式会社プロシードは、コンタクトセンターの運営支援を全方位で提供し、組織のマネジメント統一化、ナレッジ最適化、アウトバウンドの成果向上支援、マネージャー研修プログラムなどを支援するコンタクトセンター専門コンサルティング会社。

## 会社概要

### 事業
コンタクトセンターの構築・改善に特化したコンサルティング

### 特徴
世界レベルの運営品質を実現するためのノウハウを保有

#### 米国COPC社
世界各国のベンチマークを共有、30年以上の連携

認証企業におけるベンチマークの共有、調査レポート発刊、セミナーの共催など多角的に連携

#### 英国ICXI
顧客体験／Well-beingフレームワークの活用

2021年から連携、お客様相談室を含めた幅広い顧客体験の管理、Well-beingスタンダードを共同して提供

### 体制
CX（顧客体験）の専門コンサルタント約30名によるプロフェッショナルサービスを提供

### サービス
運営診断、マネジメント研修、CXミステリー調査、応対品質支援（電話、チャット）、業務・KPI設計、ナレッジ管理、コンタクトセンターのデジタルシフトやシステムリプレイスの検討支援、委託先選定・調達支援など。

### ビジョン
理想のコンタクトセンターデザインで企業価値を高める

## 歴史
1996年設立　創業者 西野弘。日本型マネジメント（KKD）を世界レベルへ変える

1998年　COPC社とのライセンス契約締結

1998年　PMI日本支部設立

2003年　itSMF JAPAN設立。日本国内のプロジェクトマネジメントやITサービスマネジメントの高度化へと貢献。設立に貢献した２団体は、現在も国内で大きな影響がある

2010年　日本コンタクトセンター教育検定協会設立

2015年　日本最大級の「中堅・中小企業向け総合経営コンサルティンググループ」船井総研にグループイン

2021年　英国ICXIとパートナー契約

2022年　電通デジタルと業務提携「HDXコンセプト発表」

2024年　金融業界コンタクトセンターのシニアマネジメント向け研究会（サミット）立上げ

2024年　船井総研グループでの連携を最大限に発揮する体制へ。東京ミッドタウン八重洲　八重洲セントラルタワー　サステナグローススクエア TOKYOに移転

## プレスリリース
プレスリリース一覧

## 関連企業
- 船井総研ホールディングス
- 船井総合研究所